# Municipio de Fields Creek
El municipio de Fields Creek (en inglés: Fields Creek Township) es un municipio ubicado en el condado de Henry en el estado estadounidense de Misuri. En el año 2010 tenía una población de 1654 habitantes y una densidad poblacional de 19,96 personas por km².

## Geografía
El municipio de Fields Creek se encuentra ubicado en las coordenadas 38°25′5″N 93°47′31″O / 38.41806, -93.79194. Según la Oficina del Censo de los Estados Unidos, el municipio tiene una superficie total de 82.88 km², de la cual 80,93 km² corresponden a tierra firme y (2,35 %) 1,95 km² es agua.

## Demografía
Según el censo de 2010, había 1654 personas residiendo en el municipio de Fields Creek. La densidad de población era de 19,96 hab./km². De los 1654 habitantes, el municipio de Fields Creek estaba compuesto por el 95,89 % blancos, el 1,93 % eran afroamericanos, el 0,3 % eran amerindios, el 0,3 % eran asiáticos, el 0,12 % eran de otras razas y el 1,45 % eran de una mezcla de razas. Del total de la población el 0,91 % eran hispanos o latinos de cualquier raza.